# Петровка (Благовещенский район)
Петровка (баш. Петровка) — деревня в Благовещенском районе Республики Башкортостан Российской Федерации. Входит в состав Орловского сельсовета.

## География
Находится на реке Большой Изяк.

## История
Официально образована в 2006 году (Закон Республики Башкортостан от 21.06.2006 № 329-З «О внесении изменений в административно-территориальное устройство Республики Башкортостан в связи с образованием, объединением, упразднением и изменением статуса населенных пунктов, переносом административных центров», ст. 1).
Создана на месте деревни Петровка, исчезнувшая в 1980-е годы.
```
Точное время ее появления остается невыясненным. Вероятнее всего деревня возникла в первой половине (ближе к середине) XIX века. Принадлежала Петровка помещику Василию Петровичу, следовательно, проживали в ней крепостные крестьяне. Есть данные, что крестьяне были привезены из Симбирской и Самарской губерний. По последней ревизии в деревне насчитывалось 70 душ мужского пола крестьян и трое дворовых. С 1861 года крестьяне Петровки образовывали одноименное сельское общество. В том же 1861 году деревня Петровка на короткое время вошла в состав Богородской волости (с центром в селе Богородское (Сергеевка)). В 1862 году на деревню была оформлена уставная грамота. Крестьяне Петровского сельского общества получали 185 десятин надельной земли. Выкупная сумма за всю землю составила 1750 рублей. 
```

В 1870 году в Петровке насчитывалось 24 двора и 155 человек
В советские времена деревня относилась к Орловскому сельсовету. Во время коллективизации вошла в колхоз имени Куйбышева, в 1950 году — в колхоз имени Сталина, переименованного затем в колхоз «Заря». В советское время в деревне функционировала школа.

## Население
| 2002 | 2009 | 2010 |
| ---- | ---- | ---- |
| 0    | →0   | →0   |

В 1939 году в Петровке проживали 276 человек, в 1969—159.